# Дюгарри, Кристоф
Кристо́ф Дюгарри́ (фр. Christophe Dugarry; 24 марта 1972, Лормон, Франция) — французский футболист, завершивший карьеру и игравший на позициях полузащитника и нападающего. Чемпион мира 1998 года, Чемпион Европы 2000 года. В 1999 году был уличён в применении нандролона. В настоящее время работает комментатором на французском телевидении.

## Клубная карьера
Будучи ребёнком, Дюгарри начинал свой путь в местном футбольном одноимённом клубе его родного города Лормона. Ныне стадион клуба носит его имя. В составе «Лормона» он выиграл юниорский кубок Аквитанской Лиги в 1985 году. В 17 лет Кристоф присоединяется к футбольном клубу «Бордо», где играет в молодёжном и основном составе вместе с будущими товарищами по сборной Зинедином Зиданом и Биксантом Лизаразю. Он провел в «Бордо» восемь лет, забив 34 гола в 187 матчах. После матча Кубка УЕФА с «Миланом», в котором Дюгарри забил миланцам гол, «Милан» захотел заполучить игрока.
В сезоне 1996/1997 он стал игроком «россонери», в сезоне 1997/1998 играл за «Барселону», с которой выиграл титул чемпиона Испании. Далее на протяжении двух сезонов играл за «Марсель», дойдя до финала Кубка УЕФА 1998/1999, в котором его клуб проиграл «Парме» 0:3. Выступал за «Бордо», с которым выиграл Кубок лиги в 2002 году и за «Бирмингем Сити». Карьеру завершил в Катаре.

## Карьера в сборной
В составе сборной Франции провёл 55 встреч и забил 8 голов. На международном турнире впервые выступил в 1996 году, играя на чемпионате Европы. Завоевал титулы чемпиона мира в 1998 году и чемпиона Европы в 2000 году, а в 2001 году выиграл Кубок конфедераций. Карьеру в сборной завершил после неудачного для неё чемпионата мира 2002 года. Причиной ухода он назвал отношение болельщиков к его игре, которые постоянно его критиковали, но при этом заявил, что сборной нужна смена поколений.

## Стиль игры
Дюгарри известен как импульсивный игрок, нередко участвовавший в стычках и драках. Так, после окончания второго полуфинала Кубка УЕФА 1998/1999 против «Болоньи» он ввязался в массовую драку с игроками итальянского клуба — за это он получил пятиматчевую дисквалификацию и пропустил финал кубка. В 1999 году в матче против сборной Андорры в рамках отборочного цикла чемпионата Европы 2000 года Дюгарри был удалён с поля за драку с андоррцем, сфолившим против него мгновениями ранее.

## Вне карьеры игрока
Кристоф Дюгарри и Грегуар Марготтон работали в качестве комментаторов для игры «Pro Evolution Soccer».

## Достижения
Барселона
- Чемпион Испании: 1998

Бордо
- Обладатель Кубка французской лиги: 2002

Сборная Франции
- Чемпион мира: 1998
- Чемпион Европы: 2000
- Обладатель Кубка конфедераций: 2001

## Личные достижения
- Кавалер ордена Почётного легиона 3а победу на чемпионате мира 1998 года.[9]